# GSAT-6

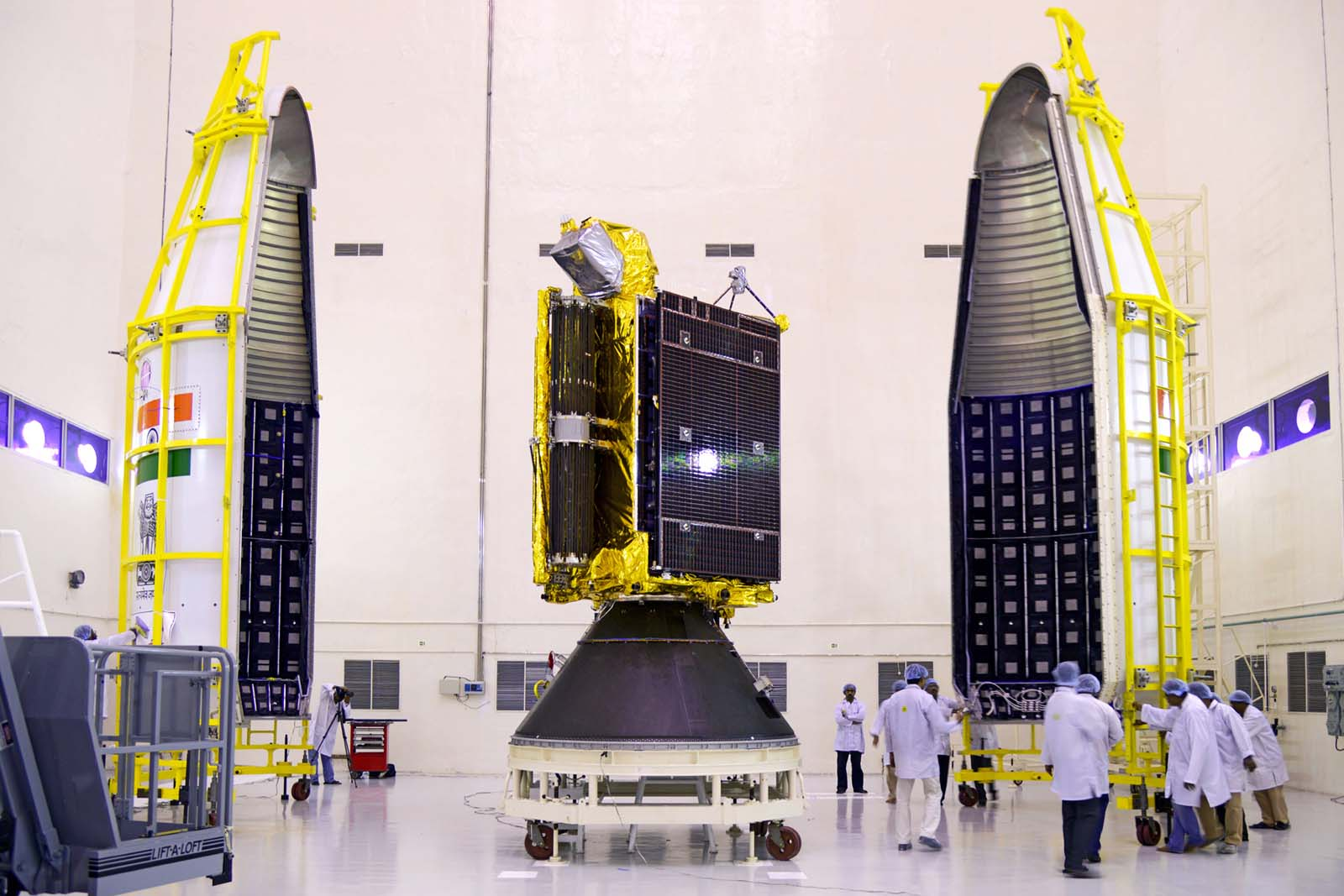
GSAT-6, 2015

GSAT-6 ist ein militärischer Kommunikationssatellit der indischen ISRO.
Er wurde am 27. August 2015 um 11:22 UTC mit einer GSLV-Trägerrakete vom Raketenstartplatz Satish Dhawan Space Centre (Sriharikota) ins All gebracht und erreichte nach mehreren Bahnmanövern am 6. September 2015 seine endgültige geostationäre Position auf 83,0° Ost.
Der dreiachsenstabilisierte Satellit ist mit fünf S-Band-Spot-Beams mit einer Antenne von 6 m Durchmesser und einem C-Band-Beam mit einer 80-cm-Antenne ausgerüstet und soll das staatliche und militärische Stellen aus Indien mit mobilen Telekommunikationsdienstleistungen versorgen. Er wurde auf Basis des Satellitenbus I-2K der ISRO gebaut, besitzt ein 70-Volt-Bordnetz und hat eine geplante Lebensdauer von 9 bis 12 Jahren.